# مامو

مامو شهری در شهرستان یاهو در استان باله در بورکینافاسوی جنوبی است و جمعیت آن ۲۸۴۳ نفر است.